# Kleiner Amudarja-Schaufelstör
Der Kleine Amudarja-Schaufelstör, auch Kleiner Pseudoschaufelstör, (Pseudoscaphirhynchus hermanni) ist eine vom Aussterben bedrohte oder bereits ausgestorbene Fischart aus der Familie der Störe (Acipenseridae). Er kommt endemisch im Amudarja in Zentralasien vor.

## Merkmale
Der Kleine Amudarja-Schaufelstör hat wie die anderen Schaufelstöre einen spindelförmigen, vorne verbreiterten Körper mit einer breiten, flachen spatelförmigen Schnauze. Sein Rücken ist dunkelbraun, der Bauch weiß. Morphologisch ist er dem Großen Amudarja-Schaufelstör (Pseudoscaphirhynchus kaufmanni) sehr ähnlich, bleibt aber mit einer Körperlänge von 20,7 bis 27 Zentimetern deutlich kleiner. Außerdem ist die Schnauze verhältnismäßig länger und abgerundeter und besitzt keine Stacheln. Mit zunehmendem Alter nimmt die Länge der Schnauze weiter zu. Die Augen sind sehr klein. Vor dem quer verlaufenden Maul sitzen zwei Paar ungefranster Barteln, von denen das äußere doppelt bis dreimal so lang ist wie das innere. Die Unterlippe ist in der Mitte geteilt. Entlang des Körpers verlaufen die für Störe typischen fünf Reihen von Knochenschuppen. Diese haben keine oder sehr kleine Stacheln. Die Reihe entlang des Rückens zählt 9 bis 13 Schilde, die jeweils etwa die Hälfte des nachfolgenden Schildes bedecken, mit 4 bis 5 weiteren kleinen Schilden hinter der 28- bis 31-strahligen Rückenflosse. Die seitlichen Reihen zählen 30 bis 39 wie die Rückenreihe überlappende und die Bauchreihen 6 bis 10 Schilde. Die Brustflossen sind an ihrem äußeren Rand nach oben gefaltet. Die Afterflosse weist 15 bis 24 Strahlen auf, vor ihr sitzen 4 bis 5, dahinter noch einmal 1 bis 3 kleine Schilde. Zwischen den Knochenschilden sitzen regelmäßig verteilte Knötchen. Im Gegensatz zum Großen Amudarja-Schaufelstör hat die Schwanzflosse kein filamentöses Anhängsel.
Mit dem Großen Amudarja-Schaufelstör hat der kleine Amudarja-Schaufelstör früher häufig Hybride gebildet.

## Vorkommen und Lebensweise

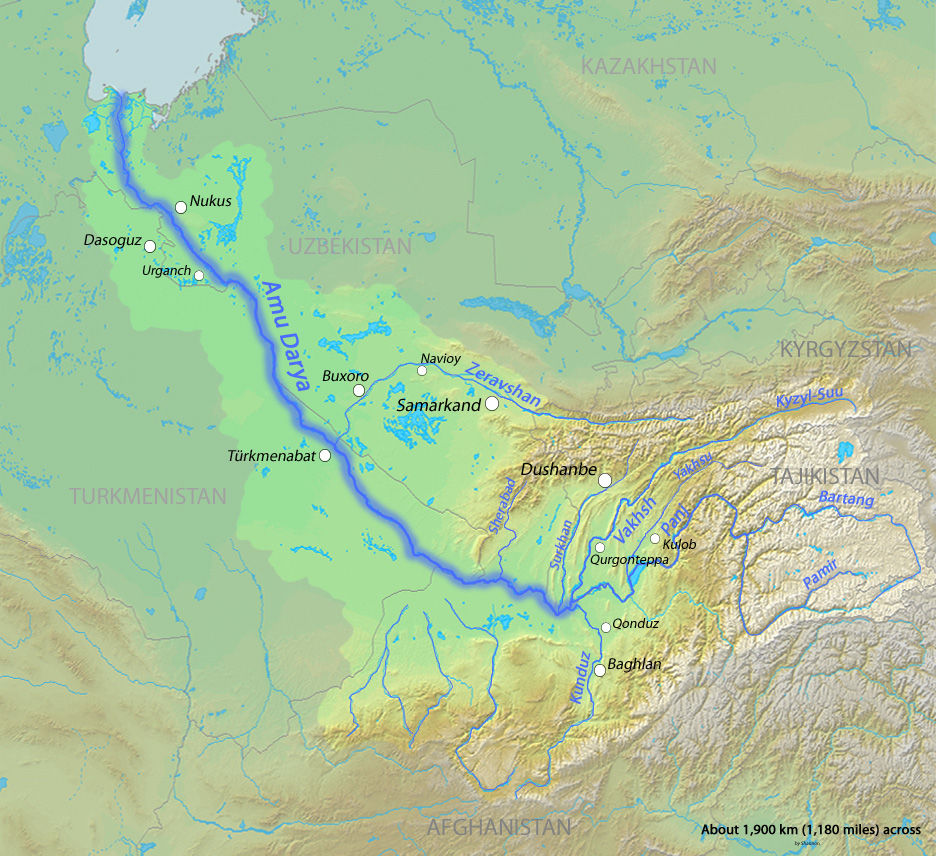
Einzugsgebiet des Amudarja mit Nebenflüssen

Die Art kommt endemisch im Amudarja vor und besiedelte früher die unteren und mittleren Abschnitte des Flusses. Über die Lebensweise ist fast nichts bekannt. Ausgewachsene Tiere ernähren sich überwiegend von bodenlebenden Insektenlarven.

## Bedrohung und Schutz
Der Kleine Amudarja-Schaufelstör ist vor allem durch die Zerstörung seines Lebensraums bedroht. Die Art ist schon immer selten gewesen und 1996 wurden zum ersten Mal seit 15 Jahren drei Tiere gefangen. Sie wird im Anhang II des Washingtoner Artenschutz-Übereinkommens und Anhang II der Bonner Konvention gelistet und in der Roten Liste der IUCN als vom Aussterben bedroht (Critically Endangered) eingeordnet.